# أبلانيتسا (بلاغويفغراد)
أبلانيتسا (بالبلغارية: Абланица)‏ هي مدينة في مقاطعة بلاغويفغراد في بلغاريا. يبلغ عدد سكانها حوالي 2665 نسمة.